# アントワーヌ・ギゼンガ
アントワーヌ・ギゼンガ（Antoine Gizenga、1925年10月5日 - 2019年2月24日）は、コンゴ民主共和国の政治家。2006年12月30日から2008年10月10日まで、同国の首相を務めた。コンゴ動乱時、パトリス・ルムンバ派の領袖として活動していた。

## 来歴
1950年代に、パトリス・ルムンバ率いるコンゴ国民運動に参加し、党の幹部となる。1960年、コンゴ独立後副首相となるも、まもなくジョセフ・カサブブ大統領とパトリス・ルムンバ首相が対立。9月14日にモブツ・セセ・セコのクーデターによりルムンバが拘束されると、ギゼンガはじめルムンバ派は地盤であるスタンレーヴィル（現キサンガニ）に戻り、12月12日に新政府を樹立。ギゼンガは首相に就任し、ルムンバを待つ体制を整えた。
1961年1月、反モイーズ・チョンベ派の「北部カタンガ共和国」を吸収するも、1月17日にルムンバが暗殺され、2月21日に国連がギゼンガ政権を支持したものの、カサブブの呼びかけに応じて7月16日、カタンガ派以外の勢力結集したアドウラ政権に参加。ギゼンガは首相の座を降りた。
その後1962年から1965年まで投獄され、1965年から1992年まで亡命を余儀なくされた。
2006年7月、コンゴではじめて行われた民主選挙に、81歳のギゼンガはPALUを率いて出馬。ギゼンガの支持基盤は旧ルムンバ派であり、ジョセフ・カビラとジャンピエール・ベンバに次ぐ第3位の票を集めた。決選投票ではカビラ支持に回り、カビラは勝利。2006年12月30日、その功績でカビラによって首相に任命された。しかし、国軍改革に失敗し、カビラと対立。2008年10月10日、首相を辞任した。
2019年2月24日にキンシャサにて93歳で死去。